# Mistrzostwa Świata w Tenisie Stołowym 1948
15. Mistrzostwa świata w tenisie stołowym odbyły się w dniach 4–11 lutego 1948 roku w Londynie.

## Końcowa klasyfikacja medalowa
| Miejsce | Państwo           | Złoto | Srebro | Brąz | Razem |
| ------- | ----------------- | ----- | ------ | ---- | ----- |
| 1       | Anglia            | 3     | 3      | 3    | 9     |
| 2       | Czechosłowacja    | 2     | 2      | 2    | 6     |
| 3       | Węgry             | 1     | 2      | 1    | 4     |
| 4       | Stany Zjednoczone | 1     | 0      | 2    | 3     |
| 5       | Francja           | 0     | 1      | 1    | 2     |
| 6       | Szkocja           | 0     | 1      | 0    | 1     |
| 7       | Rumunia           | 0     | 0      | 3    | 3     |
| 8       | Austria           | 0     | 0      | 2    | 2     |

## Medaliści
| Konkurencja:               | Złoto:                       | Srebro:                     | Brąz:                                                        |
| gra pojedyncza kobiet      | Gizella Farkas               | Vera Thomas                 | Angelica Rozenau Vlasta Pokorna                              |
| gra pojedyncza mężczyzn    | Richard Bergmann             | Bohumil Váňa                | Ivan Andreadis Guy Amouretti                                 |
| gra podwójna kobiet        | Margaret Franks Vera Thomas  | Dora Beregi Helen Elliot    | Leah Thall Thelma Thall Audrey Fowler Irene Lentle           |
| gra podwójna mężczyzn      | Ladislav Štípek Bohumil Váňa | Adrian Haydon Ferenc Soos   | Viktor Barna Richard Bergmann Heinrich Bednar Herbert Wunsch |
| gra mieszana               | Richard Miles Thelma Thall   | Bohumil Váňa Vlasta Pokorna | Richard Bergmann Dora Beregi Ferenc Sidó Angelica Rozenau    |
| konkurs drużynowy mężczyzn | Czechosłowacja               | Francja                     | Austria · Stany Zjednoczone                                  |
| konkurs drużynowy kobiet   | Anglia                       | Węgry                       | Rumunia · Czechosłowacja                                     |